# إيليا سوتسكيفر
إيليا سوتسكيفر هو عالم حاسوب يعمل في مجال التعلم الآلي وشغل منصب رئيس علماء في مؤسسة اوبن أيه آي .
قدم سوتسكيفر العديد من المساهمات الرئيسية في مجال التعلم العميق . وهو المخترع المشارك مع ألكسندر كريجفسكي وجيفري هينتون لشبكة اليكس نت العصبية التلافيفية . سوتسكيفر هو أيضًا أحد مؤلفي الورقة البحثية لـ ألفا غو.

## المسار المهني
درس سوتسكيفر في الجامعة المفتوحة في إسرائيل بين عامي 2000 و2002. لاحقا حصل على البكالوريوس والماجستير والدكتوراة في علوم الكمبيوتر من جامعة تورنتوقسم علوم الحاسب الآلي ، حيث كان جوفري هينتون مشرفه اثناء الدراسة.
بعد التخرج في عام 2012 ، أمضى سوتسكيفر شهرين كباحث ما بعد الدكتوراه مع أندرو نج في جامعة ستانفورد . عاد بعد ذلك إلى جامعة تورنتو وانضم إلى شركة الأبحاث الجديدة DNNResearch التابعة لهينتون ، وهي فرع من مجموعة أبحاث هينتون. بعد أربعة أشهر ، في مارس 2013 ، استحوذت شركة جوجل على DNNResearch ووظفت سوتسكيفر كعالم أبحاث في جوجل برين .
في جوجل برين ، عمل Quoc مع اوريال فينيالز و كواك لي لإنشاء خوارزمية التعلم من التسلسل إلى التسلسل.
في عام 2015 ، تم تسمية سوتسكيفر في مجلة إم آي تي تكنولوجي ريفيو ضمن 35 مخترع تحت سن ال 35.
في نهاية عام 2015 ، غادر شركة جوجل ليصبح مدير شركة أوبن أيه آي التي تأسست حديثًا.
كان سوتسكيفر المتحدث الرئيسي في معرض نيفيديا تكنو 2018 و مؤتمر حدود الذكاء الاصطناعي 2018 .